# Shawn Green
Shawn David Green (nascido em 10 de novembro de 1972) é um ex-jogador profissional de beisebol americano que atuou como campista direito na  Major League Baseball. Green foi escolhido na primeira rodada do draft e foi convocado duas vezes para o All-Star Game. Conseguiu 100 RBIs em quatro temporadas e anotou 100 corridas quatro vezes, rebateu 40 ou mais home runs em três ocasiões, liderou a liga em duplas, rebatidas extra base e bases totais, venceu tanto o Gold Glove Award quanto o Silver Slugger Award, e estabeleceu o recorde dos Dodgers em temporada única em home runs. Green também esteve entre os cinco melhores da liga em home runs, RBIs, walks intencionais e na votação do MVP.
Green detém ou está empatado nos seguintes recordes das grandes ligas: mais home runs em um jogo (4), mais rebatidas extra base em um jogo (5), mais bases totais em um jogo (19), mais corridas anotadas em um jogo (6), mais home runs em dois jogos consecutivos (5), mais home runs em três jogos consecutivos (7) e mais home runs consecutivos (4). Rebateu seus 4 home runs, 5 rebatidas extra bases e 19 bases totais contra o Milwaukee Brewers em 2002. Green quebrou o recorde de 18 bases totais (4 home runs e uma dupla) estabelecido por Joe Adcock do Milwaukee Braves (vs. Brooklyn Dodgers) em 1954.